# بارکرز کراسرودز (ویرجینیا)
بارکرز کراسرودز (به انگلیسی: Barkers Crossroads) یک منطقهٔ مسکونی در ایالات متحده آمریکا است که در شهرستان فرفکس، ویرجینیا واقع شده‌است.